# Ovoviviparnost
Ovoviviparnost (lat. ovum: jaje + kasnolat. viviparus: živorodan) je naziv posebnog viviparnog načina razmnožavanja koji još ima osobine oviparnosti. Ovoviviparnost se još naziva i aplacentalnom viviparnosti (vidjeti placenta). Pri tome se jaja ne polažu, ne legu, nego se razvijaju u tijelu majke. Mladunci izlaze iz jaja još u tijelu majke odnosno neposredno nakon što jaje izađe iz majčinog tijela.
Prijelaz između viviparnosti i ovoviviparnosti je vrlo fluidan.
Viviparne životinje se kote, a oviparne se legu, izvaljuju ili vale. Glavna razlika između živorodnih ovoviviparnih i placentalnih viviparnih životinja je u načinu hranjenja embrija. Kod ovoviviparnih embrio se hrani isključivo žumanjkom sadržanim u jaju, potpuno nezavisno od metabolizma majke. Embrio placentalnih viviparnih životinja hrani se direktno iz organizma majke.
Viši sisavci su jedine viviparne životinje koje nisu ovoviviparne nego placentalno viviparne. Iznimke su mlatovi i još cijeli niz vrsta iz istog reda, Carcharhiniformes. Zbog toga se i njih naziva placentalnim životinjama. Sve druge životinje koje vale žive mlade su ovoviviparne. S druge strane, prasisavci su jedini oviparni sisavci.